# دانشگاه ایالتی اکلاهما

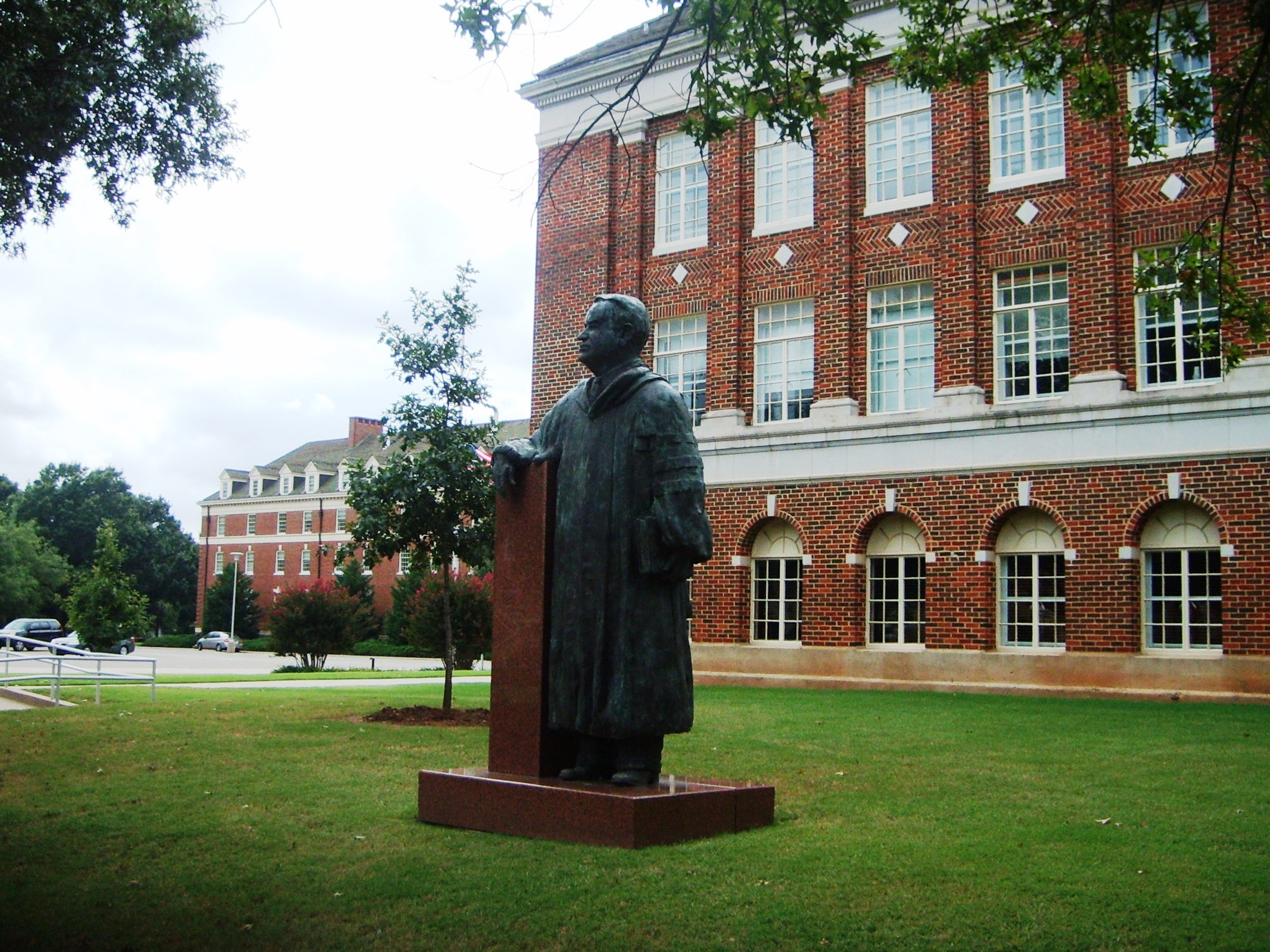
تندیس هنری بِنِت رئیس دانشگاه از ۱۹۲۸ تا ۱۹۵۰

دانشگاه ایالتی اکلاهما (به انگلیسی: Oklahoma State University) یک دانشگاه تحقیقاتی دولتی در استیلواتر واقع در ایالت اکلاهما آمریکا است که در سال ۱۸۹۰ میلادی بنیان‌نهاده شده‌است. در سال ۲۰۱۹ شمار ۲۴هزار دانشجو شامل ۲۰هزار دانشجوی لیسانس و ۴هزار دانشجوی تحصیلات تکمیلی در این دانشگاه مشغول به تحصیل بودند. دانشگاه ایالتی اکلاهما جزو دانشگاه‌های با فعالیت پژوهشی بسیاربالا طبقه‌بندی می‌شود. بودجه سالانهٔ این دانشگاه در سال ۲۰۲۲ مبلغ ۱٫۵ میلیارد دلار آمریکا بود.

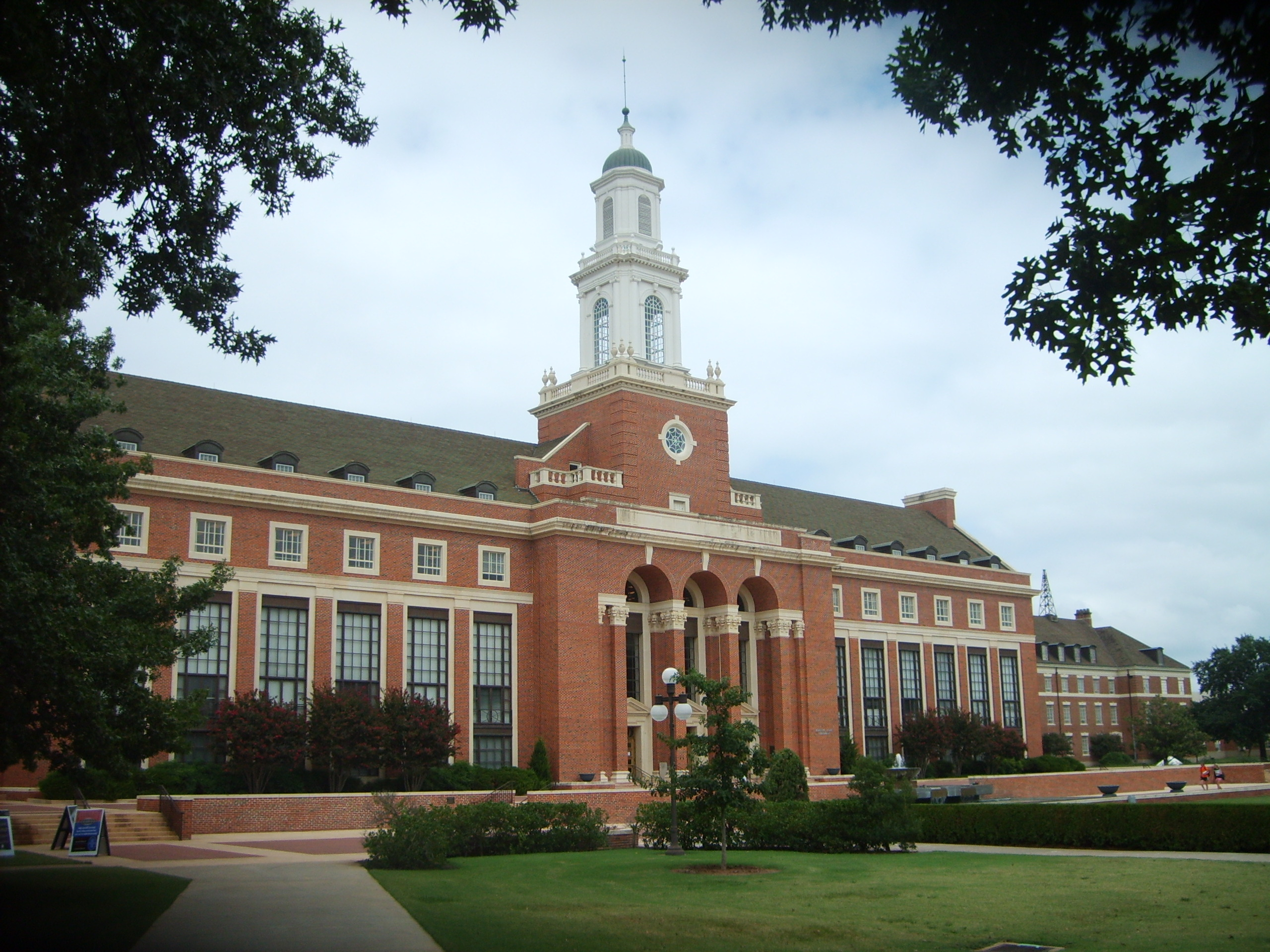
نمایی از کتابخانه دانشگاه